# Dödisgrop

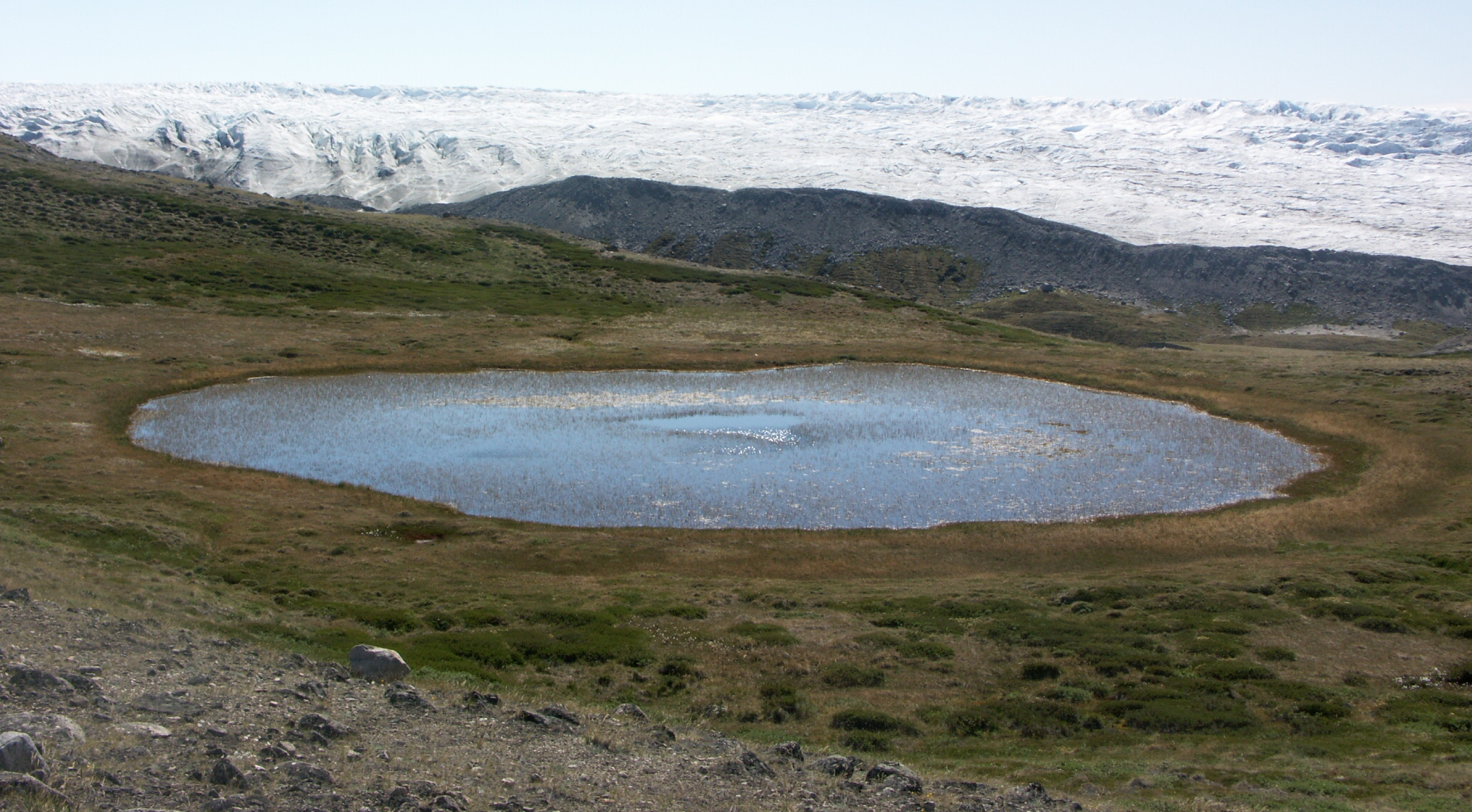
Dödissjö Isunngua, Grönland

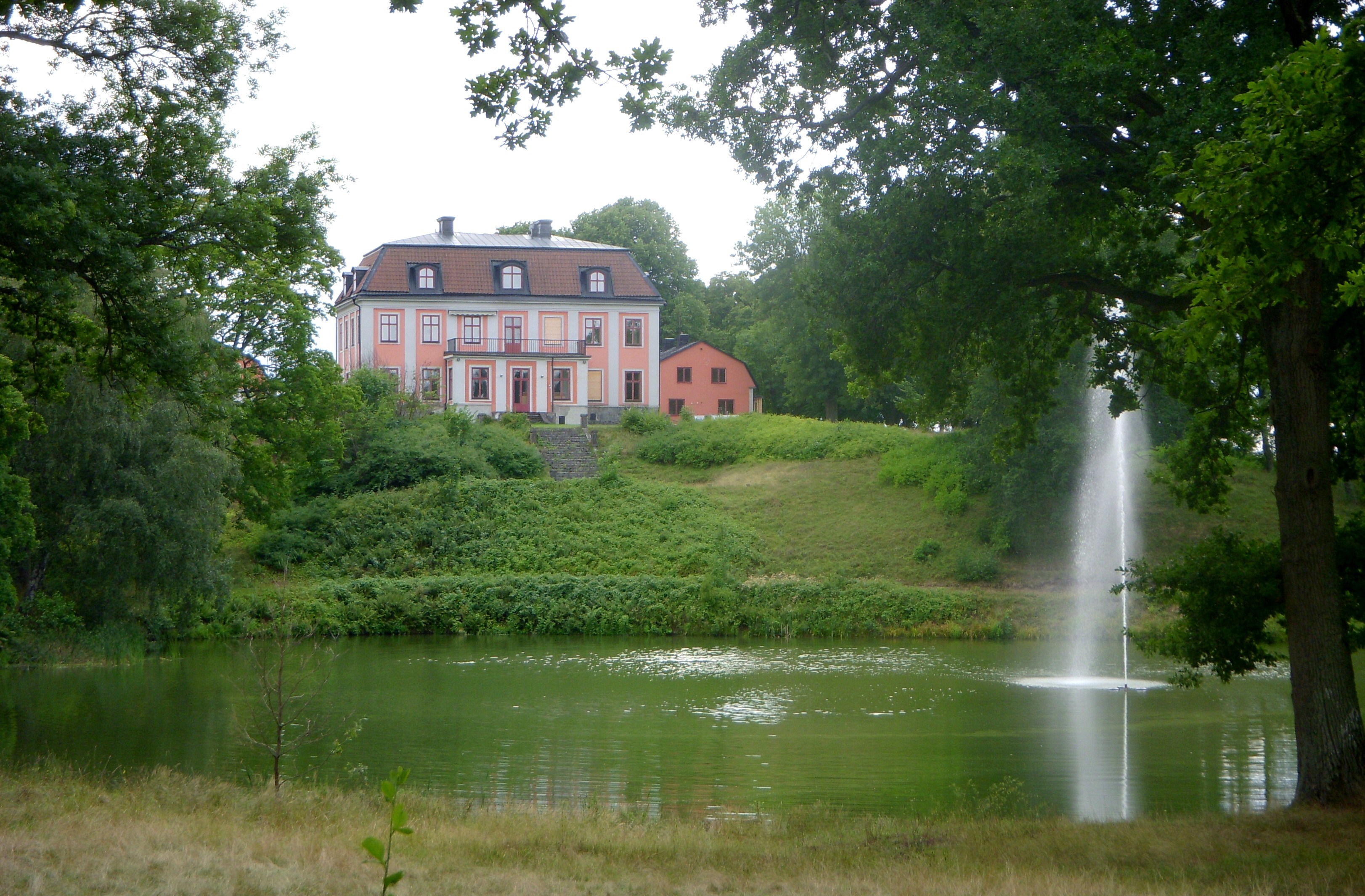
Kärsö gårds damm i en dödisgrop

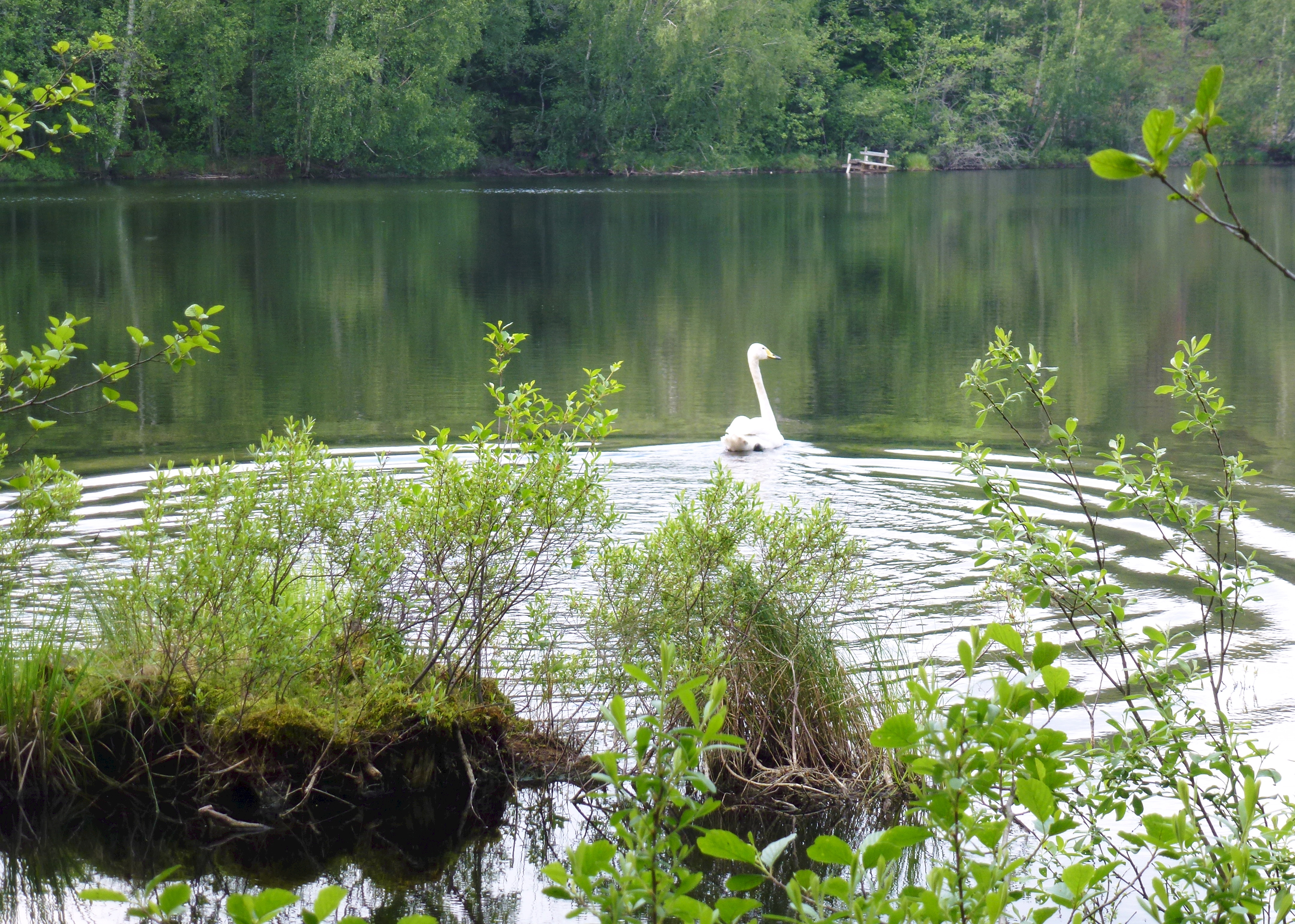
Sjön Getryggen, Södermanland

Dödisgrop (eller dödishåla) är ett geologiskt och topografiskt fenomen som uppstått där en stor bit av en glaciär blivit liggande och omgivits av sediment som kommer med vattnet från glaciären, som drar sig tillbaka. När sedimentet först stelnar kring "isbiten" och denna senare smälter bort efterlämnar den den håla som utgör dödisgropen.

## Beskrivning
Ofta finns dödisgropen i en dal eller inklämd mellan högläntare områden. På sänkans botten finns en myr eller sankmark, men även öppet vatten förekommer. Den kvarblivna inlandsisen har ofta format sänkan så att den bildar en plan botten med skarpa, nästan lodräta kanter. Dödisgropens storlek är oftast inte mer än några hundratal meter i diameter. Den största dödisgropen i Kanada har en area av 160 hektar. 

## Större dödisgropar i Sverige
Dödisgropar finns i hela Sverige utom Öland och Gotland. Många är fyllda med vatten, några få är torra. Exempel på dödisgropar:
- Sammilsdal i centrala Leksand, Dalarna
- Gröntjärn, Ljusdals kommun, Hälsingland
- Sjön Getryggen, Södermanland
- Dödisgropen "Katthavet" i Flottsbrokanalen, Södermanland
- Dödisgrop i Pålamalms naturreservat, Södermanland
- Trollsjön, Södermanland
- Gropen, Skytteholm på Ekerön i Uppland.
- Dammen i parken av Kärsö gård vid Långtarmen i Ekerö kommun, Uppland
- Skogssjön i Mjölby, Östergötland
- Lämpenshålan mellan Molkom och Storfors i Karlstads kommun, Värmland